# 约安娜·迪特曼
约安娜·迪特曼（波蘭語：Joanna Dittmann，1992年2月9日—），波兰女子赛艇运动员。她曾代表波兰参加世界赛艇锦标赛，获得一枚银牌。她也曾参加2020年夏季奥林匹克运动会。